# Kodiak (Alaska)
Kodiak (in russo Кадьяк) è un comune degli Stati Uniti d'America, capoluogo del Borough di Kodiak Island, nello Stato dell'Alaska.
È il centro principale dell'Isola Kodiak e dell'arcipelago Kodiak, da 7000 anni patria del popolo Alutiiq.